# 素敵な人生の終り方
『素敵な人生の終り方』（原題: Funny People）は、2009年のアメリカ合衆国のコメディ映画。日本では2011年にスター・チャンネルで『ファニー・ピープル』として放映されたのち、2012年7月4日にDVDが発売された。

## ストーリー
スーパースター・コメディアンのジョージ・シモンズは、不治の病を宣告された。大豪邸に住む成功者ながら、孤独な彼は、自暴自棄な日々を送っていた。一方、仲間と同居生活しているが、自分だけ売れずにバイト生活している、若手コメディアンのアイラは、たまたま共演したジョージと知り合い、彼の助手として雇われる。ジョージは、以前つきあっていて現在は人妻のローラと再会するが…。

## キャスト
※括弧内は日本語吹替。
- ジョージ・シモンズ：アダム・サンドラー（西垣俊作）
- アイラ・ライト：セス・ローゲン（畠山豪介）
- ローラ：レスリー・マン（野々山恵梨）
- レオ・ケーニッヒ：ジョナ・ヒル（宮崎好軌）
- デイジー・ダンビー：オーブリー・プラザ（出穂恭子）
- マーク・テイラー・ジャクソン：ジェイソン・シュワルツマン（市橋尚史）
- クラーク：エリック・バナ（真田雅隆）
- ランディ・スプリングス：アジズ・アンサリ（八木隆典）
- チャック：RZA（岩下読男）
- デリ・マネージャー：スティーヴ・バノス
- 本人役でカメオ出演
  - ロッド・マン、ジェイムズ・テイラー、アンディ・ディック、チャールズ・フライシャー、バッド・フリードマン、モンティ・ホフマン、キャロル・ライファー、ポール・ライザー、マーク・シフ、ジョージ・ウォレス、ノーム・マクドナルド、デイヴ・アテル、サラ・シルバーマン、エミネム、レイ・ロマーノ他多数